# Línea 67 (EMT Valencia)
La línea 67 Pl. de l'Ajuntament - Nou Campanar de la EMT de Valencia es una línea de autobús que une la zona de Nou Campanar, con el centro de la ciudad y la estación Valencia-Norte.

## Recorrido
Dirección Plaça de l'Ajuntament: Marina Baixa, La Safor, Maestro Rodrigo, Terrateig,Valle de la Ballestera ,Maestro Rodrigo, Perez Galdós, Cid, San José de Calasanz, San Francisco de Borja, San Vicente Mártir, San Agustín ,San Vicente Mártir, Plaza del Ayuntamiento.
Dirección Nou Campanar: Plaza Ayuntamiento, Marqués de Sotelo, Jesús, Ramón y Cajal, Angel Guimerà, Perez Galdós, Manuel de Falla, Hernández Lázaro, Terrateig, Maestro Rodrigo, Camp del Túria, Marina Baixa.

## Historia
Puesta en servicio el 5 de noviembre de 2012, producto de la fusión de las líneas 17 y 61.

## Otros datos
| Líneas de autobuses que prestan servicio en Valencia |               |                  |
| Línea anterior:                                      | Línea actual: | Línea siguiente: |
| 64 Línea 64                                          | 67 Línea 67   | 70 Línea 70      |